# 弗拉基米尔·普拉维克
弗拉基米尔·帕夫洛维奇·普拉维克（俄语：Владимир Павлович Правик，1962年6月13日—1986年5月11日），苏联消防队员、内卫部队中尉。曾参与切尔诺贝利核事故的救援。

## 生平
普拉维克出生在乌克兰的切尔诺贝利。
1979年至1982年，普拉維克在切爾卡瑟消防技術學院完成了三年的學習和培訓，並以初級軍官的身份畢業於蘇聯內務部（MVD）準軍事消防局。隨後，普拉維克返回切爾諾貝利，在駐紮在切爾諾貝利核電廠的基輔執行委員會第二消防站（ВПЧ-2）擔任初級指揮職務。
在1986年，切尔诺贝利核事故发生，接到火警信号后，普拉维克率领切尔诺贝利军事化第二消防站（ВПЧ-2）的消防员在第一时间赶到现场救火。在救灾期间，他受到强烈的电离辐射，因而死亡。
苏联政府追授他苏联英雄的称号、列宁勋章以及勇敢勋章。他与在切尔诺贝利核事故中牺牲的27名消防队员一起，葬于莫斯科的米京斯科公墓。